# The Brain Busters
I Brain Busters sono stati un tag team di wrestling attivo nella World Championship Wrestling e nella World Wrestling Federation tra il 1986 e il 1989, composto da Arn Anderson e Tully Blanchard.
I due, insieme ad Ole Anderson e Ric Flair, furono tra i quattro fondatori della stable dei Four Horsemen a metà degli anni ottanta.

## Storia

### National Wrestling Alliance
All'epoca Blanchard era uno dei maggiori heel nella National Wrestling Alliance, secondo forse solo al campione Ric Flair, ed aveva conquistato negli anni NWA United States Heavyweight Championship, NWA National Heavyweight Championship, e NWA World Television Championship. Nel frattempo, Anderson era stato designato come "rinforzo" della stable dei Four Horsemen, e combatteva in coppia con Ole Anderson nell'ultima versione dei The Minnesota Wrecking Crew. Nella primavera del 1987, Ole venne estromesso dai Four Horsemen, e rimpiazzato da Lex Luger. Poco tempo dopo aver perso il Television Title, Blanchard iniziò a lottare in tag team con Arn. Tully ed Arn vinsero l'NWA World Tag Team Championship il 29 settembre 1987 sconfiggendo The Rock 'n' Roll Express dopo che i Midnight Express avevano aggredito Ricky Morton prima dell'inizio del match. Furono immediatamente sfidati dai The Road Warriors per un title match da disputarsi a Starrcade '87 a Chicago. Nonostante un pubblico palesemente ostile, gli Horsemen difesero le cinture. Successivamente, Anderson e Blanchard iniziarono un feud con Lex Luger e Barry Windham. Le due coppie si scontrarono alla prima edizione del ppv Clash of the Champions, e furono Luger & Windham a prevalere conquistando i titoli.
Arn & Tully riconquistarono le cinture di coppia meno di un mese dopo, il 20 aprile 1988, quando Windham tradì Luger per entrare nei Four Horseman. Il duo difese i titoli prevalentemente contro vari tag team composti in formazioni variabili da Sting, Nikita Koloff e "Dr. Death" Steve Williams. In seguito iniziarono una rivalità con i Midnight Express (Bobby Eaton & Stan Lane), che venivano considerati da Anderson & Blanchard semplici "punk" ingrati che non erano al loro livello. I Midnight Express conquistarono i titoli tag team il 10 settembre 1988. Poco tempo dopo, sia Blanchard che Anderson uscirono dalla National Wrestling Alliance, ponendo fine alla prima incarnazione dei Four Horsemen.

### World Wrestling Federation
Il duo debuttò nella WWF alla fine di ottobre 1988, con il nome "The Brain Busters" e con manager Bobby "The Brain" Heenan (e, di conseguenza, come membri della stable Heenan Family). Era pratica comune all'epoca in WWF assegnare ai wrestler qualche gimmick, o nuove identità quando arrivavano da altre compagnie rivali. Ai Brain Busters invece, fu concesso di conservare i loro nomi e le precedenti identità sul ring. Gli unici cambiamenti che Arn e Tully fecero al loro stile, fu quello di puntarsi spesso l'indice alla tempia per indicare che erano più furbi degli avversari, e l'utilizzo della "Spike Piledriver" come mossa finale di coppia.
I Brain Busters debuttarono in pay-per-view alle Survivor Series '88, in un match a squadre 5 contro 5, dove eliminarono la Hart Foundation, prima di essere a loro volta eliminati per squalifica insieme ai The Rockers. L'episodio portò a un match con i Rockers a Superstars of Wrestling dove entrambe le coppie furono nuovamente squalificate prima ancora dell'inizio dell'incontro. Seguirono altri scontri tra i due tag team nel corso di vari house show.
I Brain Busters presero parte a WrestleMania V, scontrandosi con The Strike Force (Tito Santana & Rick Martel). Dopo una buona partenza, i Brain Busters presero decisamente il controllo nel match quando Martel abbandonò Santana nel bel mezzo dell'incontro effettuando un turn heel.
Dopo la vittoria riportata a WrestleMania, la coppia ebbe finalmente l'opportunità di sfidare per il titolo i campioni tag team Demolition. Riuscirono a sconfiggerli ma solo per squalifica durante Saturday Night's Main Event del 27 maggio 1989. La conquista del titolo ai danni dei Demolition arrivò nel rematch svoltosi l'8 luglio 1989 in un two out of three falls match. Con questa vittoria, i Brain Busters posero fine al regno dei Demolition come WWF Tag Team Champions durato 478 giorni. Dopo aver sconfitto la Hart Foundation in un match non titolato a SummerSlam 1989, Anderson & Blanchard persero le cinture contro i Demolition il 2 ottobre 1989.
Il giorno delle Survivor Series 1989, Tully Blanchard fallì un test anti-doping e venne sospeso dalla federazione. La mancanza di un valido sostituto costrinse Heenan a lottare al suo posto nel match ad eliminazione. L'ultimo match in WWF dei Brain Busters fu un best-of-three-falls che li vide ancora contrapposti ai Rockers a Saturday Night's Main Event. Anderson & Blanchard persero, e subito dopo furono licenziati da un furibondo Heenan. Arn Anderson lasciò la WWF più o meno subito dopo il pay-per-view e tornò nella NWA in dicembre. Tuttavia, la NWA si rifiutò di riassumere Blanchard quando venne a sapere del fallito test anti-doping, e ciò causò la brusca fine dei Brain Busters. Tully Blanchard avrebbe cercato di rinegoziare un nuovo contratto con la NWA qualche mese dopo, ma alla fine rifiutò l'offerta perché considerata troppo bassa, e preferì firmare per la AWA. Nell'estate 1991, Anderson unì le proprie forze con Larry Zbyszko per dare vita alla seconda incarnazione dei "The Enforcers" in WCW.

## Nel wrestling

### Mossa finale
- Aided piledriver

### Soprannomi
- "Enforcers"

### Manager
- J.J. Dillon

## Titoli e riconoscimenti
- Pro Wrestling Illustrated
  - 15ª tra i 100 migliori tag team maschili nella PWI Years (2003)
- World Championship Wrestling
  - WCW World Tag Team Championship (2)[9]
- World Wrestling Federation
  - WWF World Tag Team Championship (1)[8]
- Wrestling Observer Newsletter
  - Tag Team of the Year (1989)